# Подвиды 3: Жажда крови
«Подвиды 3: Жажда крови» (англ. Bloodlust: Subspecies 3) — американский кинофильм.

## Сюжет
История продолжается с того места, на котором прервалась в предыдущей части (Подвиды 2: Камень крови). Мишель в глубоких катакомбах с матерью Раду, которая пытается оживить своего сына с помощью крови Мишель и заколдованного кинжала, от которого погиб Раду. Восстав из мёртвых, Раду с матерью и Мишель возвращается в Замок Владислас. Мишель обещает повиноваться Раду, если тот научит её всему, что знает сам. Раду берёт Мишель с собой на охоту, и её сила увеличивается. Тем временем, Мэл обращается за помощью к своему другу, бывшему детективу ЦРУ. Защищая Мишель, мать Раду убивает друга Мела, а самого Мела «вырубает» и оставляет его без сознания. Стремясь удержать Мишель рядом с собой навсегда, Раду убивает для неё свою мать. Появляется Бекки, она хочет спасти Мишель, но раньше, чем ей это удается и раньше, чем Мелу с похищенной Мишель и Раду девушкой удаётся скрыться, Мишель отбирает у Бекки пистолет с серебряными пулями и стреляет в Раду. Занимающийся рассвет замедляет Мишель, это дает возможность Раду догнать беглецов. Стремясь заполучить Кровавый камень, находящийся у Мишель, Раду предлагает сохранить им жизни в обмен на него. Бекки бросает Камень с крыши, и когда Раду устремляется за ним, он попадает в лучи Солнца. Его тело охватывает пламя и Раду падает со стены замка. Бекки и остальные садятся в машину и уезжают. Тлеющий труп Раду висит на ветвях дерева, куски плоти спадают на землю, огонь затухает. Останки Раду начинают превращаться в новый Подвид.

## В ролях
| Актёр           | Роль    |
| --------------- | ------- |
| Эндерс Хоув     | Раду    |
| Денис Мэри Дафф | Мишель  |
| Кевин Спиртас   | Мел     |
| Мелани Шэтнер   | Ребекка |
| Пэмела Гордон   | мама    |
| Ион Гайдук      | Марин   |

## Съёмочная группа
- Режиссёр и сценарист: Тед Николау
- Продюсеры: Чарльз Бэнд, Оана Паунеску, Влад Паунеску
- Композиторы: Ричард Косински, Уильям Ливайн, Майкл Портис
- Оператор: Влад Паунеску